# 주출법
주출법(영어: Go Out policy, 중국어: 走出去战略, 병음: Zǒuchūqù Zhànlüè) 또는 글로벌 진출 전략(Going Global Strategy)(p. 6)은 기업의 해외 투자를 장려하기 위한 중화인민공화국의 현행 전략이다. 이 정책은 2000년 3월 장쩌민이 국가전략으로 발표한 것이다.

## 예시
신흥 시장은 중국의 해외 진출 전략에서 중요한 부분이었다.(p. 225) 예를 들어, 아프리카에서 중국의 직접 투자는 2004년 10억 달러에서 2013년 245억 달러로 증가했다. 아프리카 내에서 에티오피아는 중국 기업이 투자해야 하는 특히 강조되는 지역이다. 중국 최고 지도부는 에티오피아를 일대일로 이니셔티브와 아프리카 발전 사이의 '교량'이자 '중국-아프리카 생산 능력 협력의 시범 국가'로 묘사했다.(pp. 222-223)

## 같이 보기
- 중화인민공화국의 경제
- 중화인민공화국의 대외 정책